# خوسيه أنخيل بينيا
خوسيه أنخيل بينيا (بالإسبانية: José Ángel Peña)‏ (10 ديسمبر 1994 بسان سلفادور في السلفادور - ) هو لاعب كرة قدم سلفادوري في مركز الهجوم. شارك مع منتخب السلفادور تحت 17 سنة لكرة القدم ومنتخب السلفادور تحت 20 سنة لكرة القدم ومنتخب السلفادور تحت 21 سنة لكرة القدم ‏ ومنتخب السلفادور تحت 23 سنة لكرة القدم ومنتخب السلفادور لكرة القدم. أما مع النوادي، فقد لعب مع نادي سانتانيكوس أسوشيتد وإيسيدرو ميتابان ‏.

## وصلات خارجية
- خوسيه أنخيل بينيا على موقع قاعدة بيانات كرة القدم.إي يو (الإنجليزية)
- خوسيه أنخيل بينيا على موقع Soccerway.com (الإنجليزية)